# When the Levee Breaks
When the Levee Breaks (englisch für „Wenn der Deich bricht“) ist ein Bluessong von Kansas Joe McCoy und Memphis Minnie aus dem Jahr 1929. Nachhaltige Bekanntheit erlangte das Lied, das als Reaktion auf die Mississippiflut von 1927 entstand, in der Rockversion von Led Zeppelin (1971), die in einer Vielzahl von Neuaufnahmen und Samples weiterlebt.

## Ursprungsfassung

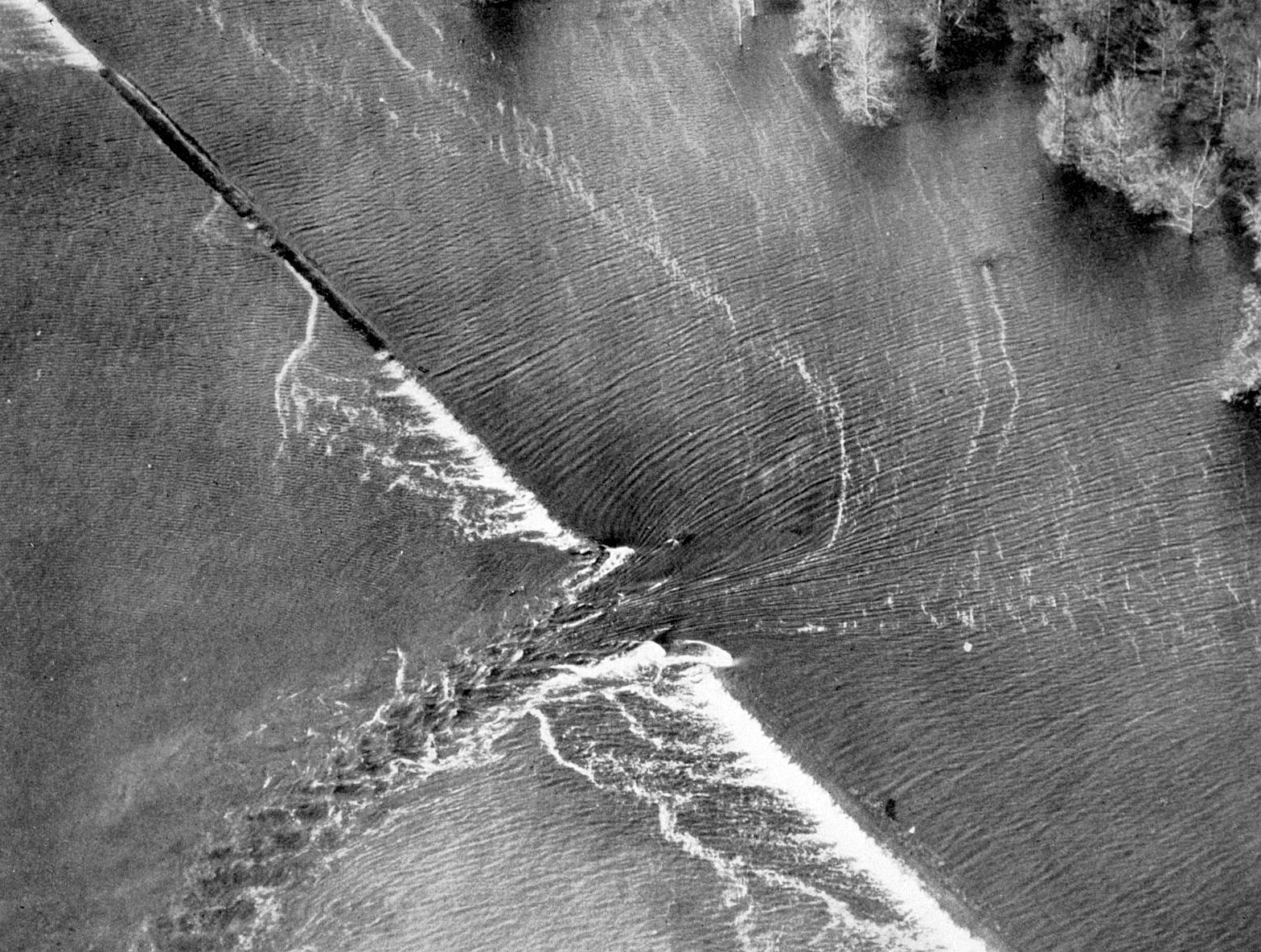
Historischer Deichbruch bei Mound Landing, Mississippi (1927)

Das Lied stammt aus der Feder von Kansas Joe McCoy und Memphis Minnie, die den Song 1929 gemeinsam aufnahmen und mit der B-Seite That Will Be Alright bei Columbia Records veröffentlichten, wo er sich 6000 mal verkaufte. Zwei Jahre zuvor hatte die Große Mississippiflut in dem und um den gleichnamigen Bundesstaat verheerende Schäden angerichtet. Die Fluten zerstörten große Flächen Ackerland und zwangen zahlreiche Menschen, ihr Heim zu verlassen und sich auf der Suche nach Arbeit Richtung Mittlerer Westen zu orientieren. Das aus der Naturkatastrophe resultierende Leid wird in When the Levee Breaks verarbeitet.

“I worked on the levee, mama both night and day / I ain’t got nobody to keep the water away. (…)
It’s a mean old levee, cause me to weep and moan / Gonna leave my baby, and my happy home.”

„Ich schuftete auf dem Deich, Mama bei Tag und bei Nacht / Ich habe niemanden, der das Wasser abhält. (…)
Ein gemeiner alter Deich, der mich weinen und stöhnen lässt / Ich werde meinen Schatz und mein glückliches Zuhause zurücklassen.“

Der 12-taktige Song ist in der für Bluestitel typischen AAB-Form gehalten. Inhaltlich widmet sich der Bluessong vornehmlich einer Evakuierung von rund 13.000 Menschen aus dem Raum Greenville in den Schutzbereich eines Deiches. Die Angst davor, dass er nachgibt, schlägt sich im Text nieder („If it keeps on raining levee’s goin’ to break“). Damit ist das Lied eine von vielen Delta-Blues-Nummern mit diesem Thema, die in den Jahren nach dem Hochwasser entstanden, darunter etwa Barbecue Bobs Mississippi Heavy Water Blues (1927) und Charley Pattons High Water Everywhere (1929).

## Led-Zeppelin-Version

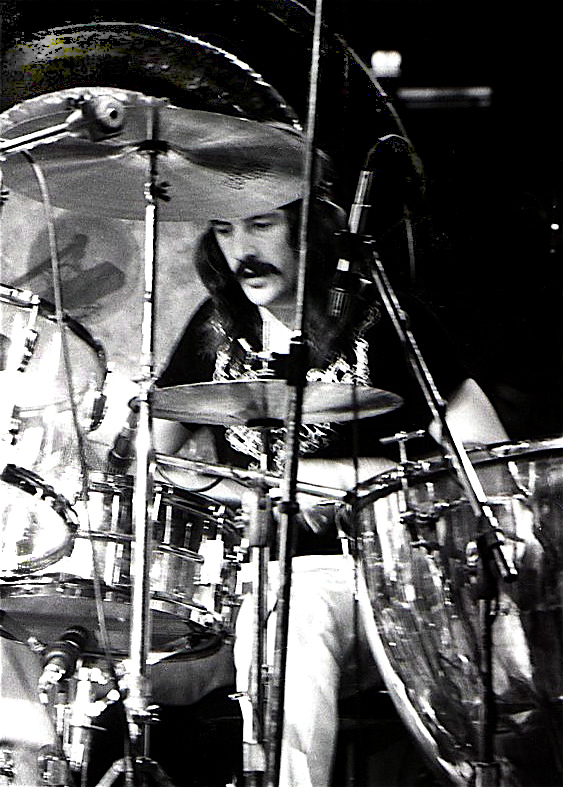
John Bonham bei einem Auftritt in Earls Court (1975)

Led Zeppelin nahmen den Blues auf, änderten aber den Text teilweise ab und machten daraus „ein hypnotisches Bluesrock-Mantra.“ Ihre siebenminütige Interpretation des Songs ist vor allem für John Bonhams bombastisches Schlagzeugspiel bekannt, das in einem Treppenhaus im Headley Grange in East Hampshire aufgenommen wurde. Laut Produzent und Gitarrist Jimmy Page erwies sich der Aufnahmeort als akustisch so ausgewogen, dass die Bassdrum nicht mikrofoniert werden musste:

“We were playing in one room in a house with a recording truck, and a drum kit was duly set up in the main hallway, which is a three storey hall with a staircase going up on the inside of it. And when John Bonham went out to play the kit in the hall, I went ‘Oh, wait a minute, we gotta do this!’”

„Wir spielten im Zimmer eines Hauses und einem Studio-Truck, und ein Schlagzeug wurde im Flur aufgebaut, der mit einem dreistöckigen Treppenhaus verbunden war. Als John Bonham hinausging, um das Schlagzeug in der Halle zu spielen, sagte ich ‚Warte, so sollten wir das aufnehmen!‘“

Um die Atmosphäre einer „ertrunkenen Welt“ zu simulieren, griff Page auf unterschiedliche Produktionstricks zurück, darunter Echo, Rückwärts-Harmonika und Slow-Motion-Playback. Led Zeppelin veröffentlichten ihre Interpretation des Songs 1971 als letzten Track auf ihrem millionenfach verkauften vierten Album. Aufgrund der aufwändigen Produktion spielte die Band den Song nur äußerst selten live. Eine frühe Aufnahme (Rough Mix) mit dem Titel If It Keeps On Raining erschien 2015 auf der Deluxe-Edition von Led Zeppelins letztem Studioalbum Coda. Das Intro entwickelte sich zu einem klassischen Sample, das beispielsweise das Debütalbum der Beastie Boys Licensed to Ill (1986) eröffnet.

### Rezeption
Bereits bei Veröffentlichung des Albums wurde When the Levee Breaks von der Kritik gelobt. Robert Christgau bezeichnete den Track als eigentlichen „Triumph“ des Albums und meinte, Led Zeppelin überwänden damit wie durch Zauberhand das „quasi-parodistische Overstatement“ ihrer Bluesnummern. Er meinte, der Blues habe die „Grandeur eines symphonischen Crescendos“, während John Bonham ein „kontrapunktisches Tattoo schweren Rhythmus“ rauspoche. Tom Erlewine von Allmusic stellte den Song auf eine Stufe mit Stairway to Heaven und fasste ihn als „apokalyptische Scheibe Urban Blues“ zusammen. Seine seismischen Rhythmen und schichtweise Dynamik illustrierten, warum Led Zeppelin für ihre Nachahmer unerreichbar blieben.
Nachdem Led Zeppelin erst spät begonnen hatten, ihre Musik für Filmsoundtracks zur Verfügung zu stellen, schaffte es mittlerweile auch When the Levee Breaks in den einen oder anderen Kinofilm. Dazu gehören etwa der Actionfilm Sucker Punch (2010) oder der oscarprämierte Thriller Argo (2012). 2015 untermalte das Lied den Trailer zum Kinofilm The Big Short, der das Zustandekommen der US-Finanzkrise als Folge der Immobilienblase behandelt. Im Zusammenhang mit dem Hurrikan Katrina erlangte der Titel neue Popularität, indem er sowohl in zahlreichen Internetvideos auftauchte als auch für Spike Lees preisgekrönte Dokumentation When the Levees Broke Pate stand.

## Weitere Versionen

### Coverversionen
- 1990: Judge
- 1991: Dread Zeppelin
- 1991: W.A.S.P.
- 1991: Rosetta Stone
- 1993: John Campbell
- 1994: Kristin Hersh
- 1997: London Philharmonic Orchestra
- 2004: A Perfect Circle
- 2005: Yat-Kha
- 2005: Stream of Passion
- 2006: Stanton Moore
- 2006: Roadsaw
- 2007: Paul Jones & Dave Kelly
- 2009: Buckwheat Zydeco & Sonny Landreth
- 2009: Razer
- 2012: Virgin Steele
- 2014: Beverley Martyn

### Samples
- 1984: Cocteau Twins – Treasure
- 1986: Beastie Boys – Rhymin & Stealin
- 1987: Coldcut – Beats & Pieces
- 1989: MC Lyte – Survival of the Fittest
- 1989: Beastie Boys – B-Boy Bouillabaisse: A Year and a Day
- 1990: Saint Etienne – Only Love Can Break Your Heart
- 1991: Chapterhouse – Pearl
- 1991: Ice-T – Midnight
- 1992: Sophie B. Hawkins – Damn I Wish I Was Your Lover
- 1992: Ya Kid K – Risky Business
- 1992: Neneh Cherry & Michael Stipe – Trout
- 1992: Dr. Dre – Lyrical Gangbang
- 1992: Fury in the Slaughterhouse – When I’m Dead And Gone
- 1993: Kazik – Jeden Przykład Fortuny z Rodzimego Kraju
- 1994: Enigma – Return to Innocence
- 1994: Mike Oldfield – Magellan
- 1995: Björk – Army of Me
- 1997: The Tea Party – Temptation
- 1998: Massive Attack – Man Next Door
- 1999: Enigma: Gravity of Love
- 2000: Autour de Lucie – Vide
- 2000: Eminem – Kim
- 2000: Era – Hymne
- 2000: Scooter – She’s the Sun
- 2000: El Doopa – Prohibition
- 2002: Rob Dougan – I’m Not Diving Anymore
- 2009: Karnivool – Simple Boy
- 2012: John Frusciante – Walls and Doors
- 2014: Black Knights – Never Let Go
- 2016: Beyoncé feat. Jack White – Don’t Hurt Yourself